# Paul Walker
Paul Walker (polno ime Paul William Walker IV), ameriški filmski in televizijski igralec, * 12. september 1973, Glendale, Kalifornija, Združene države Amerike, † 30. november 2013, Santa Clarita, Kalifornija, Združene države Amerike.
Paul Walker je bil ameriški igralec, ki je bil najbolj prepoznaven po vlogi Briana O'Connerja v franšizi Hitri in drzni (The Fast and the Furious). Prvič je postal znan leta 1999 z vlogami v najstniških filmih She's All That in Varsity Blues. Leta 2001 si je pridobil mednarodno slavo z glavno vlogo v akcijskem filmu o uličnem dirkanju Hitri in drzni. To vlogo je odigral še v petih izmed enajstih nadaljevanj, vendar je umrl leta 2013 med snemanjem sedmega dela franšize.
Walker je svojo kariero začel z gostovanji v televizijskih serijah, kot sta The Young and the Restless in Touched by an Angel. Pozneje je igral v filmih, kot so Joy Ride (2001), Timeline (2003), Into the Blue (2005), Eight Below (2006) in Running Scared (2006). Pojavil se je tudi v seriji programa National Geographic Expedition Great White leta 2010 in v oglasu za Davidoff Cool Water cologne. Ustanovil je dobrodelno organizacijo Reach Out Worldwide (ROWW) za prizadete ob potresu na Haitiju leta 2010.
30. novembra 2013 je star 40 let umrl v prometni nesreči kot sopotnik ob prijatelju in vozniku Rogerju Rodasu. V času smrti je sodeloval pri treh filmih, ki so bili izdani po njegovi smrti: Hours (2013), Brick Mansions (2014) in Furious 7 (2015). Pesem Wiza Khalife s Charliem Puthom See You Again je bila posneta za film Furious 7 kot poklon Walkerju. Bila je nominirana za zlati globus za najboljšo pesem leta 2015, obenem pa je bila tudi na prvem mestu lestvic v ZDA kar 12 tednov.

## Zgodnje življenje
Paul Walker se je rodil 12. septembra 1973 v Glendaleju v Kaliforniji mami modnemu modelu Cheryl (rojeni Crabtree) in očetu Paulu Williamu Walkerju III, ki se je ukvarjal z boksom in bil dvakratni prvak amaterskega tekmovanja Golden Gloves. Tudi dedek po očetovi strani je imel boksarsko kariero kot irski Billy Walker. Paul je imel večinoma angleške korenine, nekaj pa tudi nemških, švicarskih in irskih. Eden izmed njegovih dedkov je dirkal v tovarnah za Ford v šestdesetih letih. Paul je bil najstarejši izmed petih otrok in je odraščal v skupnosti Sunland v Los Angelesu. Srednjo šolo je obiskoval v San Fernando Valleyu, leta 1991 pa je maturiral na šoli Sun Valley's Village Christian School. Vzgojen je bil kot član Cerkve Jezusa Kristusa svetih iz poslednjih dni oziroma mormonske cerkve. Po srednji šoli je obiskoval več šol v Južni Kaliforniji in študiral morsko biologijo.

## Kariera
Walkerjeva kariera se je začela, ko je bil še malček, saj se je prvič pojavil v televizijski reklami za Pampers. Leta 1985 je začel sodelovati pri televizijskih projektih, kot so bili Highway to Heaven, Who's the Boss?, The Young and the Restless in Touched by an Angel. Tega leta je posnel tudi reklamo za restavracijo Showbiz Pizza. Njegova filmska kariera se je začela leta 1986 z vlogo v grozljivki in komediji Monster in the Closet. Leta 1987 je nastopil v nizko cenovnem akcijskem filmu The Retaliator (aka Programmed to Kill) ob Robertu Gintyju. Skupaj s sestro Ashlie je leta 1988 tekmoval v televizijski oddaji I'm Telling!, kjer sta zasedla drugo mesto. Leta 1993 je odigral Brandona Collinsa v CBS-ovi seriji The Young and the Restless. S soigralko Heather Tom, ki je igrala Victorio Newman, sta bila nominirana za najboljša igralca za nagrado Youth in Film Award. Leta 1998 je Walker postal prepoznaven z vlogo v komediji Meet the Deedles. To mu je prineslo nove stranske vloge v filmih Pleasantville (1998), Varsity Blues (1999), She's All That (1999) in The Skulls (2000).
Leta 2001 je prišlo do preboja v njegovi karieri z glavno vlogo v uspešnem akcijskem filmu The Fast and the Furious, prvem filmu v franšizi, kjer je igral ob Vinu Dieselu. Film mu je prinesel status pomembne filmske zvezde in je pripeljal do drugega filma 2 Fast 2 Furious leta 2003. Kariero je nadaljeval z glavnimi vlogami v filmih Joy Ride (2001), Timeline (2003) in Into the Blue (2005). Leta 2006 je nastopil v stranski vlogi v filmu Clinta Eastwooda Flags of Our Fathers.
Zatem je igral v kriminalnem trilerju Running Scared in filmu studia Walt Disney Pictures Eight Below, ki sta bila oba izdana leta 2006. Slednji je prejel dobre kritike in osvojil prvo mesto po zaslužku v tednu, saj je prvi vikend predvajanja prinesel 20 milijonov ameriških dolarjev. Med snemanjem filma Running Scared je režiser Wayne Kramer o njem dejal, da je Walker »tip na nekem nivoju«, ko ga primerja z likom v filmu, Joeyjem Gazelleom. Kramer je nadaljeval, da je rad delal z Walkerjem, saj je popolnoma podpiral njegovo vizijo o filmu in se v celoti predal vlogi.
Sledila je vloga v neodvisnem filmu The Lazarus Project, ki je bil 21. oktobra 2008 izdan na DVD-ju. Nato se je vrnil v franšizo Hitri in drzni, kjer je igral v filmu Fast & Furious, ki je izšel 3. aprila 2009. Zatem se je pojavil v kriminalni drami Takers, ki jo je začel snemati septembra 2008, izdana pa je bila avgusta 2010.
Blagovna znamka Davidoff Cool Water for Men je januarja 2011 objavila, da bo Walker julija tega leta postal nov obraz znamke. Tega leta je posnel peti del franšize, Fast Five, ki mu je čez dve leti sledil še šesti del, Fast & Furious 6. Za ta film je z Vinom Dieselom leta 2014 osvojil nagrado MTV Movie za najboljši dvojec v filmu. Bil je del igralske zasedbe za film Waynea Kramerja Pawn Shop Chronicles (2013), ki je bil zadnji njegov film, predvajan pred njegovo smrtjo.
Kmalu po njegovi smrti je izšel film z njegovo udeležbo Hours, ki pripoveduje zgodbo o orkanu Katrina. Izdan je bil 13. decembra 2013. Prav tako je za časa življenja zaključil akcijski film Brick Mansions, remake francoskega filma District 13, ki je bil izdan aprila 2014. V času smrti je snemal film Furious 7, ki je bil predviden za izdajo julija 2014. Zaključila sta ga njegova brata Caleb in Cody, film pa je izšel aprila 2015. Bil je tudi predviden za vlogo Agenta 47 v filmski adaptaciji video igre Hitman: Agent 47, vendar je umrl pred začetkom snemanja.